# Сунифред II (граф Уржеля)

Каталонские графства

Сунифред II (кат. Sunifred II; исп. Sunifredo II; умер в 948) — первый наследственный граф Уржеля (897—948), сын графа Барселоны Вифреда I Волосатого, представитель Барселонской династии.

## Биография
Впервые имя Сунифреда II упоминается в документах только после гибели его отца в 897 году. Согласно завещанию Вифреда Волосатого, его владения были разделены между его сыновьями, в том числе, Сунифред получил графство Уржель. Однако так как некоторые из братьев были ещё несовершеннолетними, реальную власть во всех графствах осуществляли вдова Вифреда I, Гинидильда, и её старший сын, Вифред II Боррель. Только через некоторое время младшие сыновья Вифреда Волосатого получили полную власть в своих владениях (Сунифред впервые упоминается с титулом «граф Уржеля» в 903 году).
Правление Сунифреда II прошло в мирной обстановке, что способствовало укреплению и развитию его графства. Наиболее значительным событием правления стал церковный собор, состоявшийся под председательством графа в Сео-де-Уржеле в 914 году, на котором было принято решение о передаче пяти опустевших монастырей в ведение большого монастыря Сан-Серни-де-Тавернолес. Также известно о захвате Сунифредом II принадлежавшей Уржельской епархии долины Валье-де-Лорд (была возвращена графом епископу Гисаду II в 948 году) и об основании графом в 937 году монастыря Сан-Кристофол-де-Салиновес.
Граф Сунифред II был женат на Аделаиде (Бонафилии) (умерла после 11 марта 988 года), как предполагается, дочери своего брата, графа Барселоны Суньера I, которая после смерти мужа стала монахиней и в 949—955 годах была аббатисой монастыря Сан-Хуан-де-лас-Абадесас. Детьми от этого брака были сыновья Эрменгол и Боррель и дочь Гизела (Гисла), жена Бернардо из Конфлана.
Сунифред II скончался в 948 году. Так как его сыновья умерли раньше отца, преемниками Сунифреда в графстве Уржель стали граф Барселоны, Боррель II, и, возможно, его брат и соправитель Миро.